# 中井友望
中井 友望（なかい とも、2000年〈平成12年〉1月6日 - ）は、日本の女優、モデル。
大阪府出身。テンカラット所属。

## 略歴
中学時代、人間関係に悩み、不登校を経験。その時期、映画『ヒミズ』を鑑賞し、女優に憧れを抱き始める。
2018年、平成最後の開催となった『ミスiD2019』に「友望」名義でエントリーし、同年11月17日、ミスiDの第7代目グランプリに選ばれたことが発表された。
その後テンカラットへの所属を機に本名の「中井友望」として本格的な活動を始め、2020年、1月期シンドラ『やめるときも、すこやかなるときも』（日本テレビ）で女優デビュー。同年8月にはミスiDデジタル写真集「風の足跡」が発表された。
2021年1月、舞台『アルプススタンドのはしの方 高校演劇ver.』で舞台初出演。同年10月15日、映画『かそけきサンカヨウ』で映画初出演。
2022年12月3日、MOOSIC LAB2022にて先行上映され、2023年10月14日に劇場公開された映画『サーチライト-遊星散歩-』で映画初主演。

## 人物
愛称は「ともちゃん」。
バスト82cm、ウエスト58cm、ヒップ85cm。
ミスiD受賞後についたキャッチコピーは「野良猫の目をした史上最強の『原石』」。

## 作品

### デジタル写真集
- ミスiDデジタル写真集「風の足跡」（2020年8月21日、講談社）[7]

## 出演

### テレビドラマ
- やめるときも、すこやかなるときも 第5話 - 最終話（2020年2月18日 - 3月24日、日本テレビ） - 大島真織 役[12]
- 蓋（2021年9月7日 - 27日、テレビ東京） - ヒロイン・N 役
- 君には届かない。（2023年9月27日 - 11月15日、TBS） - 遠山茜 役[13]
- OZU 〜小津安二郎が描いた物語〜 第3話「非常線の女」（2023年11月26日、WOWOW）[14]
- めぐる未来（2024年1月18日 - 3月22日、日本テレビ） - 阿頼耶清美 役[15]
- ハコビヤ 第4話（2024年2月3日、テレビ東京） - 矢中葵 役[16]
- ケの日のケケケ（2024年3月26日、NHK総合・NHK BSプレミアム4K） - 松木香織 役[17][18]
- ベイビーわるきゅーれ エブリデイ!（2024年9月5日 - 11月21日、テレビ東京） - 宮内茉奈 役[19][20][21]
- サ道 2024SP 誰しも 何かを胸にととのう（2024年12月21日、テレビ東京）
- コールミー・バイ・ノーネーム（2025年1月10日 - 2月28日、毎日放送） - 矢端束 役[22]
- 対岸の家事〜これが、私の生きる道!〜（2025年4月1日 - 6月3日、TBS） - 更科美月 役[23]
- 私があなたといる理由〜グアムを訪れた3組の男女の1週間〜（2025年7月2日 - 、テレビ東京） - 星野あかり 役[24]

### ラジオドラマ
- FMシアター（NHK-FM）
  - 『ままなる』（2025年4月12日）[25] - ハル 役

### 映画
- かそけきサンカヨウ（2021年10月15日） - 鈴木沙樹 役[9][26]
- シノノメ色の週末（2021年11月5日） - 杉野あすか 役[27][28]
- ずっと独身でいるつもり?（2021年11月19日） - 紗綾 役
- サーチライト-遊星散歩-（2023年10月14日、SPOTTED PRODUCTIONS） - 主演・内田果歩 役[10]
- 少女は卒業しない（2023年2月23日） - 作田詩織 役[29]
- ベイビーわるきゅーれ 2ベイビー（2023年3月24日） - 宮内茉奈 役[30]
  - ベイビーわるきゅーれ ナイスデイズ（2024年9月27日）[31]
- 炎上する君（2023年8月4日）- トモ 役[32]
- LIKE THAT OLD MAN（2023年9月18日）
- 新米記者トロッ子 私がやらねば誰がやる!（2024年8月9日） - 恩田春菜 役[33]
- 恋に至る病（2025年10月24日公開予定） - 善名美玖利 役[34]

### 配信ドラマ
- ナナフシギ（2022年1月11日 - 、VISION） - ヒロイン・藤井 役[35]

### 舞台
- アルプススタンドのはしの方（高校演劇ver.）（2021年1月7日 - 1月11日、浅草九劇） - 宮下恵 役（関西チーム）[8]
- 最悪な大人（2022年7月13日 - 18日、新宿シアタートップス）[11]

### ミュージックビデオ
- あたらよ「交差点」（アルバム『極夜において月は語らず』所収、2022年）[36]
- CRCK/LCKS「RISE」（EP『Temporary vol.2』収録、2020年）
- 星街すいせい「もうどうなってもいいや」（機動戦士Gundam GQuuuuuuX EDテーマ）